# 格勒迪桑
格勒迪桑（法語：Gredisans，法語發音：[ɡʁədizɑ̃]）是法国汝拉省的一个市镇，属于多勒区。

## 地理
格勒迪桑（47°9'26"N, 5°30'48"E）面积2.37 平方千米，位于法国勃艮第-弗朗什-孔泰大區汝拉省，该省份为法国东部内陆省份，北起上索恩省，西北接科多尔省，西临索恩-卢瓦尔省，南至安省，东与杜省和瑞士接壤。
与格勒迪桑接壤的市镇（或旧市镇、城区）包括：阿尔舍朗日、默诺泰、穆瓦塞。

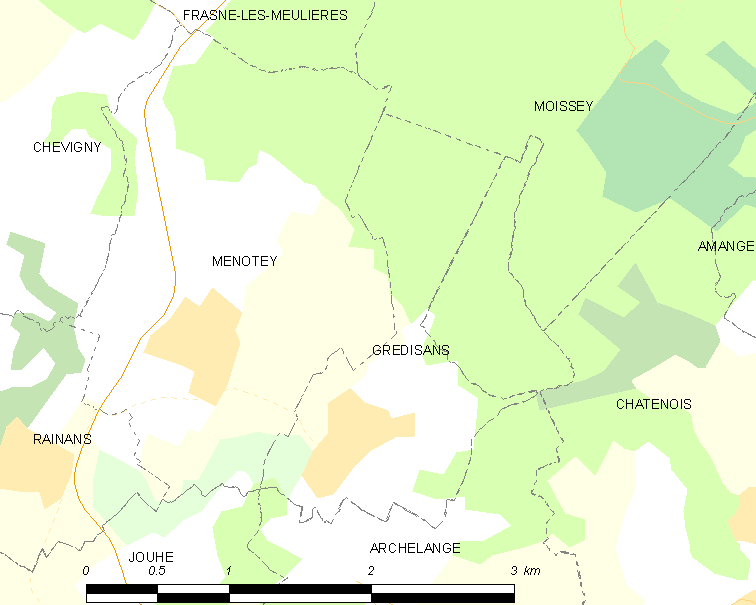
格勒迪桑的OSM定位图

格勒迪桑的时区为UTC+01:00、UTC+02:00（夏令时）。

## 行政
格勒迪桑的邮政编码为39290，INSEE市镇编码为39262。

## 政治
格勒迪桑所属的省级选区为欧蒂姆县。

## 人口

1962-2008年间格勒迪桑人口变化图示

格勒迪桑于2022年1月1日时的人口数量为131人。